# Symfonie nr. 4 (Prieto)
Claudio Prieto voltooide zijn Symfonie nr. 4 Martín y Soler in 2006.
Het eendelige werk, circa 50 minuten lang, werd geschreven in opdracht van en ter uitvoering door het Orquestra de Valencia, die het werk dan ook haar eerste uitvoering gaf op 23 februari 2007. Het concert stond onder leiding van Antoni Ros-Marba. Het werk is geschreven ter gedachtenis van het 200e  sterfjaar van de Spaanse componist Vincente Martín y Soler.  Plaats van handeling was Valencia (Palau de Música). Het werk werd gespeeld in een abonnementsconcert, na de pauze volgde Maurice Ravels bewerking van Schilderijen van een tentoonstelling van Modest Moessorgski.

## Bron
- Engelstalige Wikipedia
- Concertprogramma[dode link]
- er is anno 2009 nog geen commerciële opname voorhanden.